# ブノワ・サン＝デニ
ブノワ・サン＝デニ（Benoît Saint-Denis、1995年12月18日 - ）は、フランスの男性総合格闘家。ガール県ニーム出身。ウォアリン・チーム・エリート所属。UFC世界ライト級ランキング13位。

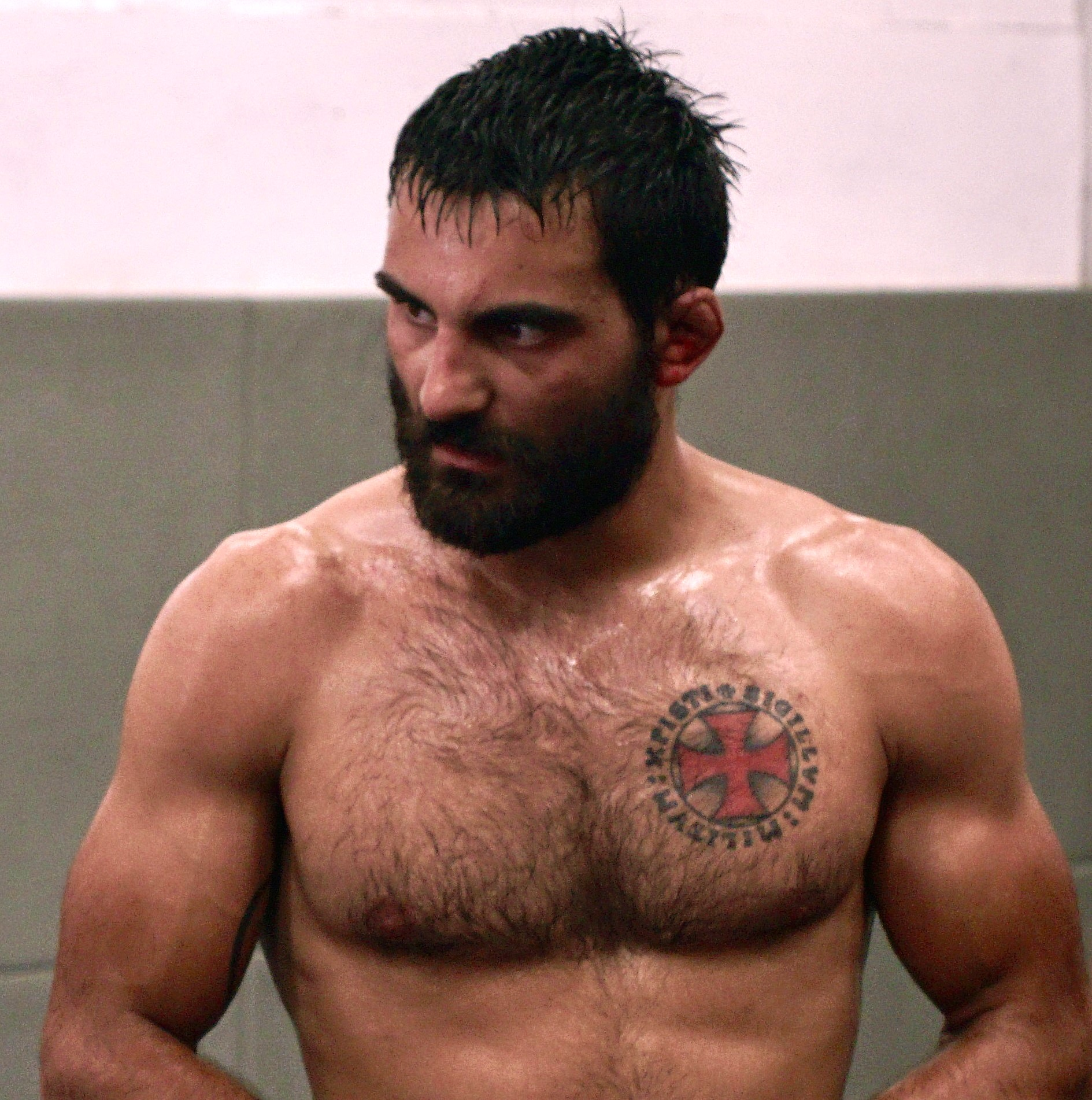
トレーニング中のサン＝デニ（2020年）

## 来歴
フランス陸軍士官の父親と教員の母親との間に生まれ、父親の影響で8歳から16歳までフランスとドイツで柔道のトレーニングを積み、黒帯を取得した。また、並行してサッカーとラグビーユニオンでもプレーした。18歳の時にフランス陸軍に入隊し、特殊作戦旅団隷下の第1海兵歩兵落下傘連隊に配属されると、主に西アフリカでテロ組織と戦いながら、マリ北部紛争にも従軍するなど戦果を上げ、2017年9月には勲章を授与された。2017年にキックボクシングとブラジリアン柔術を始め、フランス選手権の青帯部門（ミドル級）で優勝するなど活躍し、2018年から総合格闘技のトレーニングを始めた。その後、アンデウソン・シウバ、リョート・マチダ、ダン・ヘンダーソン等を指導したMMAコーチのダニエル・ウォアリンから才能を見出され、2019年にプロ総合格闘技デビュー。

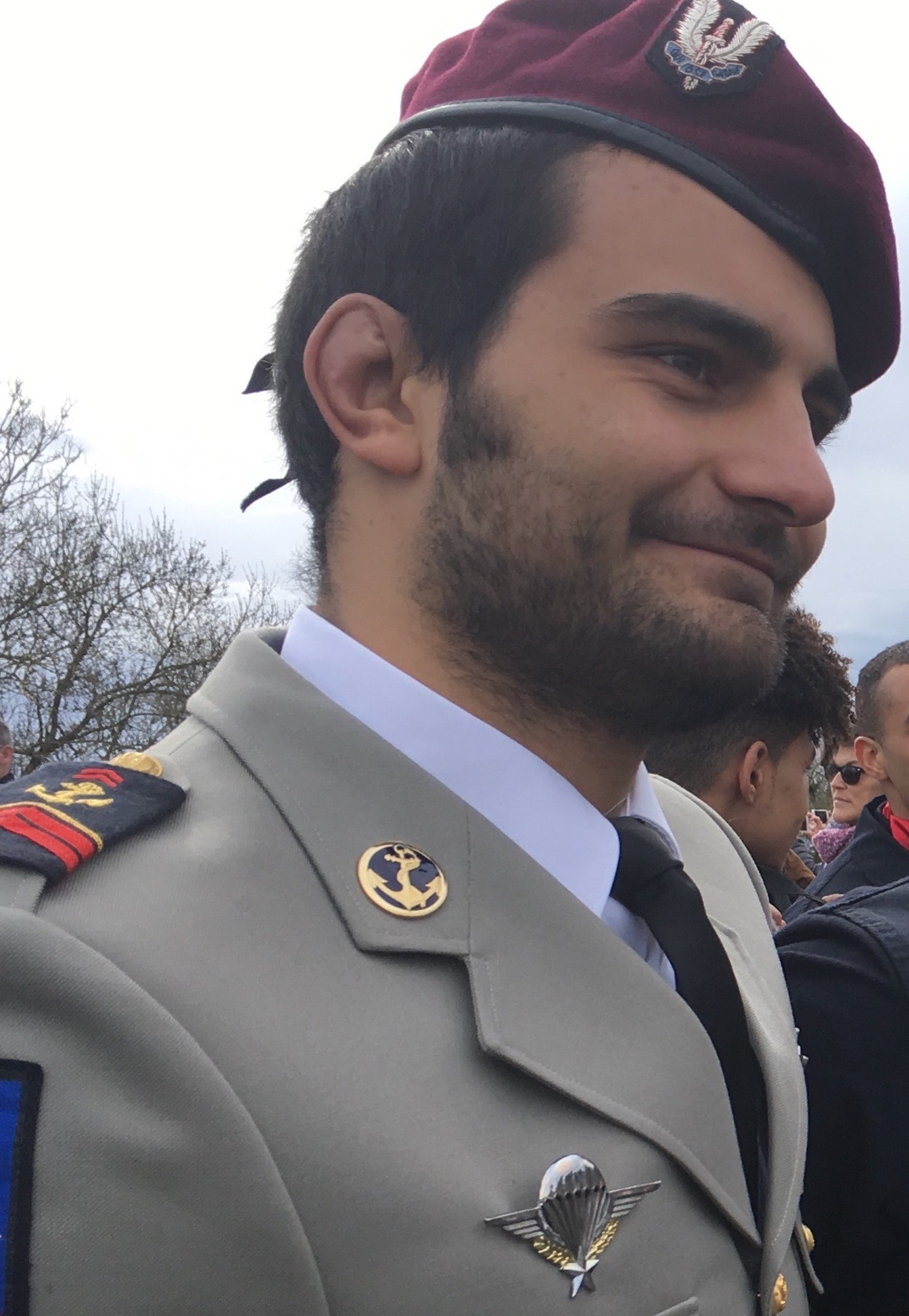
軍人時代のサン＝デニ（2018年）

### UFC
2021年10月30日、UFCデビュー戦となったUFC 267でエリゼウ・ザレスキ・ドス・サントスと対戦し、0-3の判定負け。
2022年6月4日、ライト級転向初戦となったUFC Fight Night: Volkov vs. Rozenstruikでニクラス・シュトルツェと対戦し、リアネイキドチョークで2R一本勝ち。
2022年9月3日、UFC Fight Night: Gane vs. Tuivasaでガブリエル・ミランダと対戦し、右フックでダウンを奪いパウンドで2RTKO勝ち。パフォーマンス・オブ・ザ・ナイトを受賞した。
2023年9月2日、UFC Fight Night: Gane vs. Spivakでティアゴ・モイゼスと対戦し、パウンドで2RTKO勝ち。ファイト・オブ・ザ・ナイトを受賞した。
2023年11月11日、UFC 295でライト級ランキング14位のマット・フレボラと対戦し、左ハイキックでダウンを奪いパウンドで1RKO勝ち。パフォーマンス・オブ・ザ・ナイトを受賞した。
2024年3月9日、UFC 299でライト級ランキング3位の元UFC世界ライト級暫定王者ダスティン・ポイエーと対戦し、右フックでダウンを奪われパウンドで2RKO負け。敗れはしたものの、ファイト・オブ・ザ・ナイトを受賞した。
2024年9月28日、UFC Fight Night: Moicano vs. Saint Denisでライト級ランキング11位のヘナート・モイカノと対戦。1R早々にテイクダウンを奪われると、パウンドで一方的に攻められ、2R終了後に右目が塞がったことによるドクターストップでTKO負け。

## 人物・エピソード
- 妻ローラは元フットサル選手で、トゥールーズ・メトロポールFCでプレーし2019年にFEF欧州チャンピオンズリーグで優勝した[9]。現在はフランス警察のドッグトレーナーおよび射撃指導員として働いている。
- 2023年7月、妻ローラとの間に女児が誕生した。

## 戦績
| 総合格闘技 戦績 | 総合格闘技 戦績 | 総合格闘技 戦績 | 総合格闘技 戦績 | 総合格闘技 戦績 | 総合格闘技 戦績 | 総合格闘技 戦績 |
| --------------- | --------------- | --------------- | --------------- | --------------- | --------------- | --------------- |
| 18 試合         | (T)KO           | 一本            | 判定            | その他          | 引き分け        | 無効試合        |
| 14 勝           | 4               | 10              | 0               | 0               | 0               | 1               |
| 3 敗            | 2               | 0               | 1               | 0               | 0               | 1               |

| 勝敗 | 対戦相手                           | 試合結果                               | 大会名                                                           | 開催年月日     |
|      | マウリシオ・ルフィ                 |                                        | UFC Fight Night: Imavov vs. Borralho                             | 2025年9月6日   |
| ○    | カイル・プレポレク                 | 2R 2:35 肩固め                         | UFC 315: Muhammad vs. Della Maddalena                            | 2025年5月10日  |
| ×    | ヘナート・モイカノ                 | 2R 5:00 TKO（ドクターストップ）        | UFC Fight Night: Moicano vs. Saint Denis                         | 2024年9月28日  |
| ×    | ダスティン・ポイエー               | 2R 2:32 KO（右フック→パウンド）        | UFC 299: O'Malley vs. Vera 2                                     | 2024年3月9日   |
| ○    | マット・フレボラ                   | 1R 1:31 KO（左ハイキック→パウンド）    | UFC 295: Procházka vs. Pereira                                   | 2023年11月11日 |
| ○    | ティアゴ・モイゼス                 | 2R 4:44 TKO（パウンド）                | UFC Fight Night: Gane vs. Spivak                                 | 2023年9月2日   |
| ○    | イスマエル・ボンフィム             | 1R 4:48 ネッククランク                 | UFC on ESPN 48: Strickland vs. Magomedov                         | 2023年7月1日   |
| ○    | ガブリエル・ミランダ               | 2R 0:16 TKO（右フック→パウンド）       | UFC Fight Night: Gane vs. Tuivasa                                | 2022年9月3日   |
| ○    | ニクラス・シュトルツェ             | 2R 1:32 リアネイキドチョーク           | UFC Fight Night: Volkov vs. Rozenstruik                          | 2022年6月4日   |
| ×    | エリゼウ・ザレスキ・ドス・サントス | 5分3R終了 判定0-3                      | UFC 267: Błachowicz vs. Teixeira                                 | 2021年10月30日 |
| ○    | アルカイツ・ラモス・グダリ         | 1R 3:09 肩固め                         | Brave CF 52                                                      | 2021年8月1日   |
| ○    | ルアン・サンチアゴ                 | 2R 3:51 肩固め                         | Brave CF 49                                                      | 2021年3月25日  |
| ○    | マリオ・サイード                   | 2R 1:49 TKO（左ストレート→パウンド）   | Brave CF 38                                                      | 2020年8月8日   |
| ○    | イヴィツァ・トルシュチェク         | 1R 3:39 膝十字固め                     | Brave CF 34                                                      | 2020年1月19日  |
| －   | パヴェウ・キェウェク               | 2R 5:00 ノーコンテスト（バッティング） | Brave CF 28                                                      | 2019年11月4日  |
| ○    | イブラギム・バイサロフ             | 1R 2:47 腕ひしぎ十字固め               | European Beatdown 7                                              | 2019年10月12日 |
| ○    | アントワーヌ・ベンシモン           | 1R 4:00 ギロチンチョーク               | Vic Fight: French Championship 2019                              | 2019年6月15日  |
| ○    | アルトゥール・シュチェパニアク     | 3R 3:00 リアネイキドチョーク           | Staredown Fighting Championship 14 【SFCウェルター級王座決定戦】 | 2019年3月21日  |
| ○    | マーク・ドモント                   | 1R 3:29 ギロチンチョーク               | Lions Fighting Championship 8                                    | 2019年2月16日  |

## 獲得タイトル
- SFCウェルター級王座（2019年）

## 表彰
- UFC ファイト・オブ・ザ・ナイト（2回）
- UFC パフォーマンス・オブ・ザ・ナイト（2回）
- Brave CF サブミッション・オブ・ザ・イヤー（イヴィツァ・トルシュチェク戦）